# Liceo Sperimentale della Bufalotta
Il Liceo Unitario Sperimentale (LUS) fu un esperimento didattico degli anni 1970 a Roma, che ebbe una vasta eco non solo per la sua valenza pedagogica, ma anche per la sua importanza culturale.

## Storia
Il Liceo Unitario Sperimentale fu fondato nel 1970, ed ebbe come prima Preside la Professoressa Anna Maria Perrone Pecchia. Ebbe come sua ispiratrice e protettrice la signora Eleonora Moro, moglie di Aldo Moro, che si era appassionata all'idea di poter riformare la scuola secondaria italiana, estendendo in gran parte il metodo non-direttivo di Maria Montessori anche alla scuola superiore. All'epoca dell'istituzione del Liceo, la Presidente dell'Opera Nazionale Montessori era Maria De Unterrichter Jervolino, ed Eleonora Moro, non in buoni rapporti con lei, istituì in quegli anni la sezione romana dell' O.N.M.
Il LUS si spostò in pochi anni in tre sedi diverse: la prima a via Livenza, nel centro di Roma, dove furono attivati solo i primi due anni di corso. A seguito dell'aumento del numero delle classi, e con una sede ormai inadatta, il Liceo fu trasferito in una palazzina a via Alfredo Panzini, nel quartiere di Montesacro. Divenuta la palazzina inagibile, gli studenti e gli insegnanti decisero di occupare uno spazio abbandonato nell'agro romano, alla Bufalotta. Nell'anno scolastico 1973-74 venne aperta anche una sede staccata in Via India, nel Villaggio Olimpico di Roma, zona limitrofa a tre quartieri della Roma benestante quali i Parioli, il Flaminio e Vigna Clara. Dopo il 1976, il Liceo progressivamente perse molte delle sue caratteristiche sperimentali fino ad essere chiuso nel 1979.

## Esperienze didattiche
Il LUS tentò varie sperimentazioni didattiche. Tra di esse, l'abolizione dei libri di testo, l'abolizione di una valutazione basata sui voti, la possibilità da parte degli studenti di scegliere il proprio piano di studi fondato su temi e materie facoltative.
Tante innovazioni fecero sì che il Liceo non si caratterizzasse per una attenzione nei confronti delle materie tradizionali. Ciononostante, il Liceo realizzò iniziative culturali che ebbero ampia risonanza. Tra di esse lo spettacolo “Mica sarai femminista”. con la regia dell'insegnante Vilda Ciurlo, e che negli anni Settanta fu ampiamente discusso dalla stampa.

## Riferimenti culturali
Il Liceo Sperimentale divenne fonte di ispirazione, soprattutto ironica, per il cinema, la letteratura e i mass media.
- Il Programma radiofonico Alto Gradimento di Gianni Boncompagni e Renzo Arbore aveva creato un personaggio, lo studente dello Sperimentale Verzo, che in un forte e sgrammaticato romanesco ripeteva gli stereotipi della cultura "sinistrese" dell'epoca (“stamo a fa' un comitato politico per l'abolizione delle lingue morte in Angola”).[5]
- Nel film di Nanni Moretti Ecce Bombo[6], ossia la vicenda di uno studente che all'esame di maturità si presenta con una tesina dedicata alle poesie del suo compagno di banco (Alvaro Rissa).[7] Nello stesso film, si riporta l'episodio di un supplente che prende servizio perché "deportato" dai suoi amici; anche questo episodio si ispira ad un avvenimento effettivamente avvenuto allo Sperimentale. Nanni Moretti in quegli anni era sentimentalmente legato ad una insegnante del Liceo, Mariella Gramaglia, e da lì era venuto a conoscenza di questi episodi.
- Il romanzo Porci con le ali, di Lidia Ravera e Marco Lombardo Radice, aveva tratto anche ispirazione da vari episodi di vita dello Sperimentale, soprattutto per quanto riguarda i rapporti tra studenti e insegnanti.[8]
- Nel romanzo Berlinguer e il Professore di Gianfranco Piazzesi: “ma prima di studiare la letterature vietnamita, non farebbero meglio a studiare un po' di letteratura italiana?”[9]